# Transe (film, 2006)
Pour plus de détails, voir Fiche technique et Distribution.
Transe est un film portugais réalisé par Teresa Villaverde et sorti en 2006.

## Fiche technique
- Titre original : Transe
- Réalisation : Teresa Villaverde
- Scénario : Teresa Villaverde
- Photographie : João Ribeiro
- Costumes : Silvia Grabowski
- Décors : Zé Branco
- Montage : Andrée Davanture
- Son : Murielle Damain et Vasco Pimentel
- Producteur : Paulo Branco
- Sociétés de production : Clap Filmes - Gémini Films
- Pays de production :  Portugal -  France
- Durée : 126 minutes
- Dates de sortie : 
  - France : mai 2006 (Festival de Cannes) ; 27 décembre 2006

## Distribution
- Ana Moreira
- Viktor Rakov
- Robinson Stévenin
- Iaia Forte

## Distinctions

### Sélections
- Festival de Cannes 2006 (Quinzaine des cinéastes)[1]